# Fesmy-le-Sart
Fesmy-le-Sart ist eine französische Gemeinde mit 516 Einwohnern (Stand 1. Januar 2022) im Département Aisne in der Region Hauts-de-France; sie gehört zum Arrondissement Vervins und zum Kanton Guise.

## Geografie
Fesmy-le-Sart, die nördlichste Gemeinde des Départements Aisne, liegt an der oberen Sambre und dem Sambre-Oise-Kanal, etwa 35 Kilometer nordöstlich von Saint-Quentin und 35 Kilometer südöstlich von Cambrai.

## Geschichte
Die Gemeinde Fesmy-le-Sart entstand 1807 durch Fusion der Gemeinden Fesmy und Le Sart. Ab 1830 gingen die Gemeinden getrennte Wege, bis sie 1972 erneut zusammengelegt wurden.

### Bevölkerungsentwicklung
| Jahr      | 1962 | 1968 | 1975 | 1982 | 1990 | 1999 | 2011 | 2021 |
| Einwohner | 640  | 625  | 555  | 509  | 485  | 463  | 502  | 503  |

## Sehenswürdigkeiten
- Die ehemalige Benediktiner-Abtei Saint-Étienne de Fesmy wurde im 11. Jahrhundert gegründet und 1763 aufgehoben. Die Konventsgebäude dienen heute als landwirtschaftlicher Betrieb und als Wohnung. Die Klosterkirche wird als Scheune genutzt[1]
- Kirche Saint-Martin in Fesmy
- Kirche Sainte-Elisabeth in Le Sart

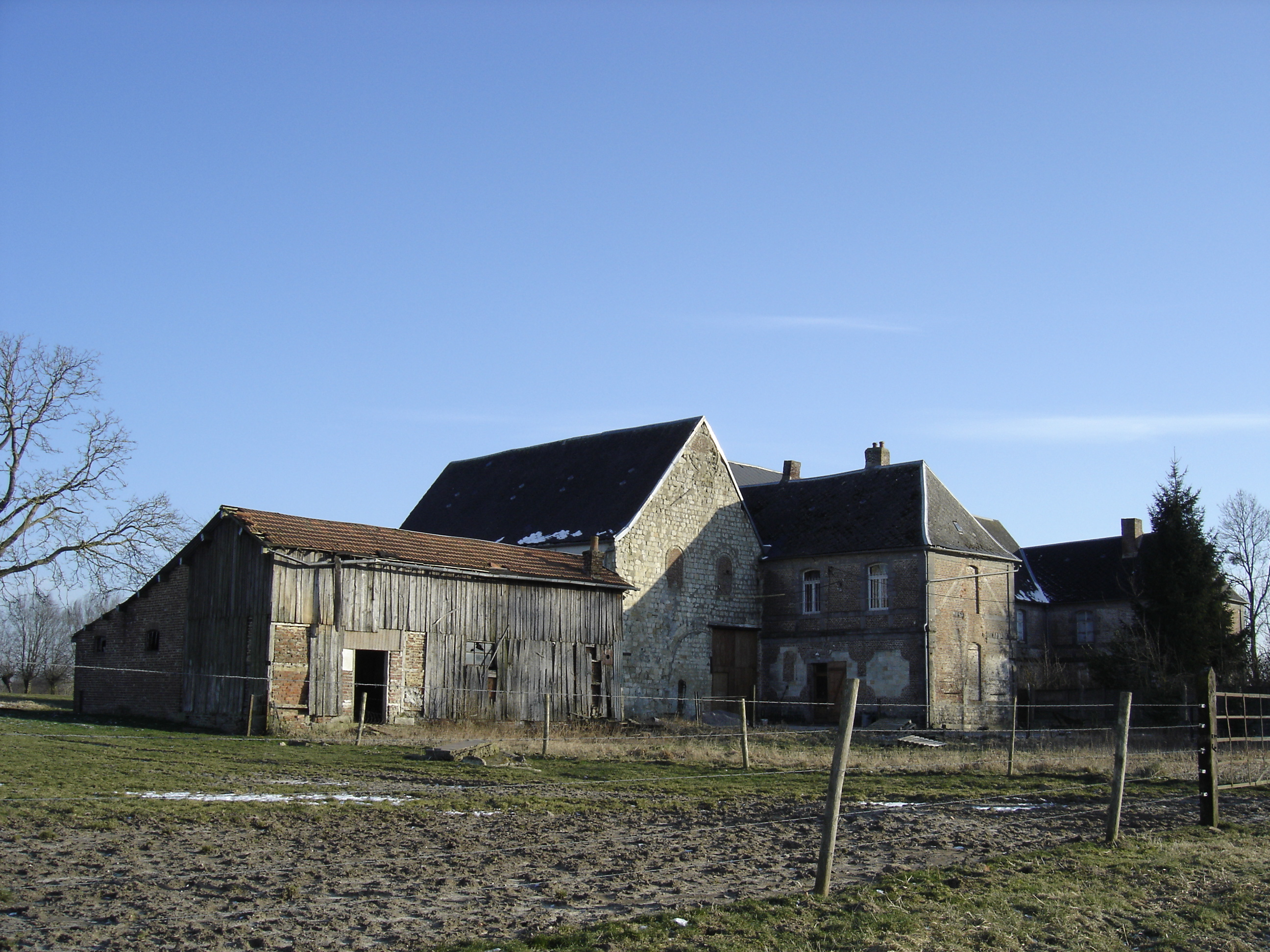
Ehemalige Abtei Saint-Étienne
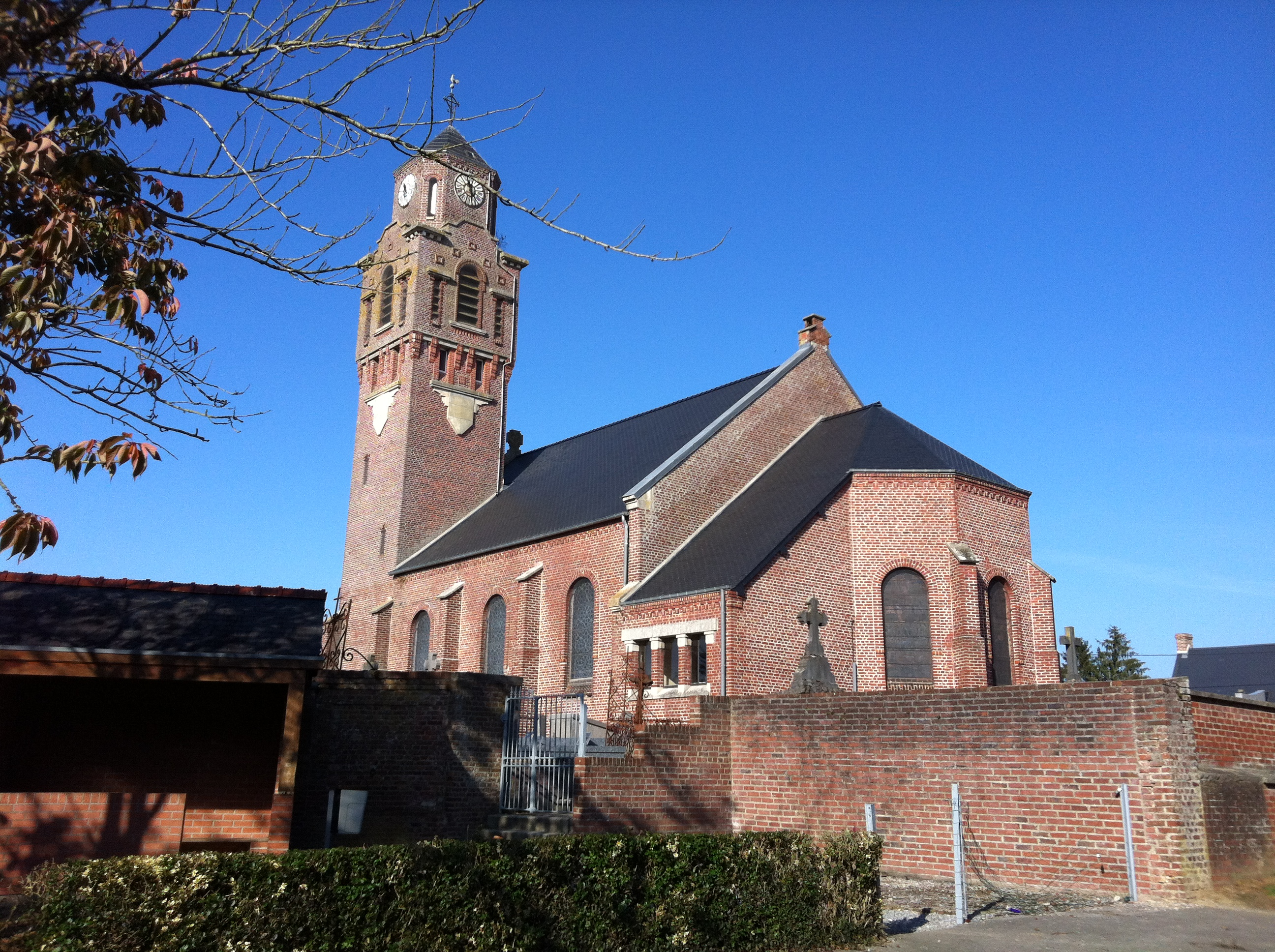
Kirche Saint-Martin in Fesmy
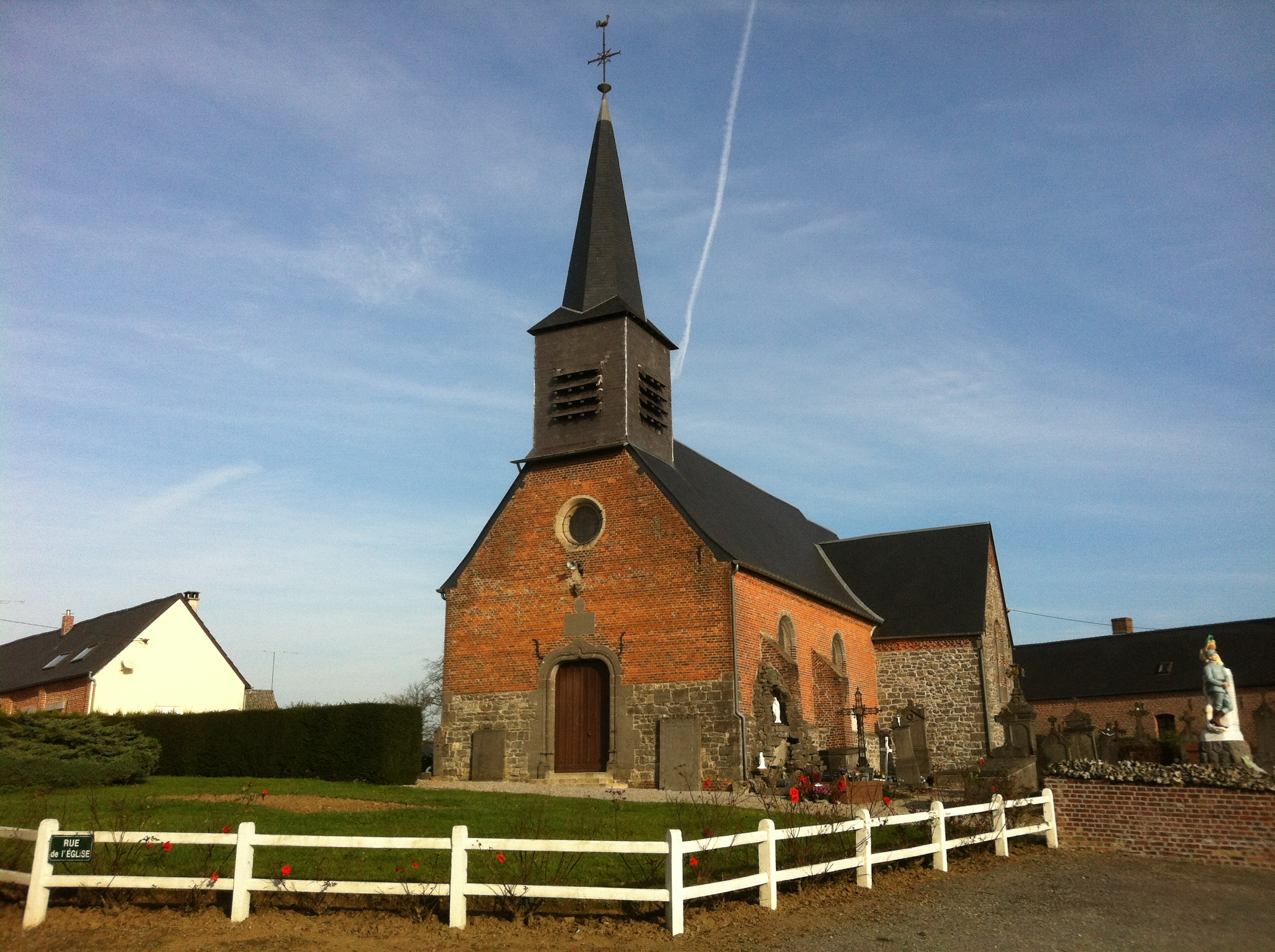
Kirche Sainte-Elisabeth
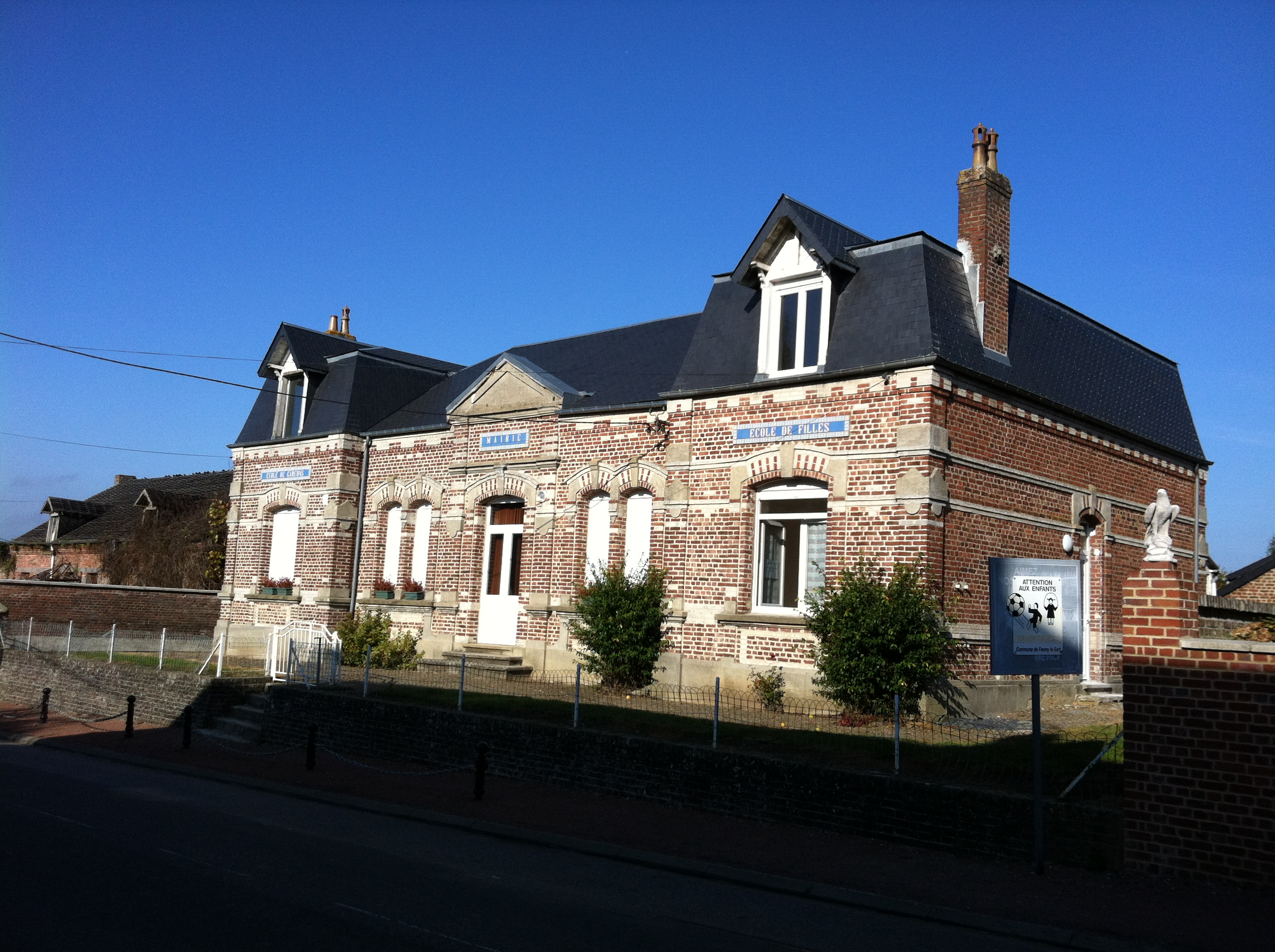
Ehemalige Mairie mit Mädchen- und Knabenschule